# Symphyllia
Genre
Symphyllia est un genre de coraux durs de la famille des Lobophylliidae.

## Liste d'espèces
Le genre Symphyllia comprend les espèces suivantes :
| Selon World Register of Marine Species (6 juillet 2015) : - Symphyllia agaricia Milne Edwards & Haime, 1849 - Symphyllia erythraea (Klunzinger, 1879) - Symphyllia hassi Pillai & Scheer, 1976 - Symphyllia radians Edwards & Haime, 1849 - Symphyllia recta (Dana, 1846) - Symphyllia simplex Crossland, 1848 - Symphyllia sinuosa (Quoy & Gaimard, 1833) - Symphyllia subtilis Rehberg, 1892 - Symphyllia valenciennesii Milne Edwards & Haime, 1849 - Symphyllia wilsoni Veron, 1985 | Selon ITIS (6 juillet 2015) : - Symphyllia agaricia Milne-Edwards & Haime, 1849 - Symphyllia erythraea (Klunzinger, 1879) - Symphyllia hassi Pillai & Scheer, 1976 - Symphyllia radians Milne-Edwards & Haime, 1849 - Symphyllia recta (Dana, 1846) - Symphyllia valenciennesii Milne-Edwards & Haime, 1849 - Symphyllia wilsoni Veron, 1985 |

Selon Paleobiology Database (6 juillet 2015) :
- Symphyllia agaricia
- Symphyllia confusa
- Symphyllia densium
- Symphyllia erythraea
- Symphyllia molengraaffi
- Symphyllia radians
- Symphyllia recta
- Symphyllia valenciennesii